# Fentange
Fentange är en ort i Luxemburg.   Den ligger i distriktet Luxemburg, i den södra delen av landet, 6 kilometer söder om huvudstaden Luxemburg. Fentange ligger 263 meter över havet och antalet invånare är 1 302.
Terrängen runt Fentange är platt.  Runt Fentange är det ganska tätbefolkat, med 86 invånare per kvadratkilometer.. Närmaste större samhälle är Luxemburg, 5,7 kilometer norr om Fentange. 
Omgivningarna runt Fentange är en mosaik av jordbruksmark och naturlig växtlighet.